# Quinton Carter
Quinton Carter (Las Vegas, 20 luglio 1988) è un giocatore di football americano statunitense che gioca nel ruolo di safety per i Denver Broncos della National Football League (NFL). Fu scelto nel corso del quarto giro (108º assoluto) del Draft NFL 2011 dai Broncos. Al college ha giocato a football all'Università dell'Oklahoma.

## Carriera professionistica

### Denver Broncos
Carter fu scelto nel corso del quarto giro del Draft 2011 dai Denver Broncos. Nella sua stagione da rookie disputò 16 partite, 10 delle quali come titolare. Dopo la quinta partita superò l'altro rookie Rahim Moore nel ruolo di safety sinistra titolare a fianco di Brian Dawkins. A fine anno, Carter totalizzò 56 tackle e un intercetto su Ben Roethlisberger nella vittoria dei Broncos sui Pittsburgh Steelers. Nella sua seconda stagione, Carter disputò solo tre partite, mettendo a segno 2 tackle, mentre nel 2013 non scese mai in campo.

## Palmarès

### Franchigia
- American Football Conference Championship: 1

Denver Broncos: 2013

## Statistiche
| Partite totali      | 19  |
| Partite da titolare | 10  |
| Tackle              | 58  |
| Sack                | 1,0 |
| Intercetti          | 0   |
| Fumble forzati      | 0   |

Statistiche aggiornate alla stagione 2013